# Awans
Awans (in vallone Awan) è un comune belga di 8 717 abitanti, situato nella provincia vallona di Liegi.